# Paloma San Basilio

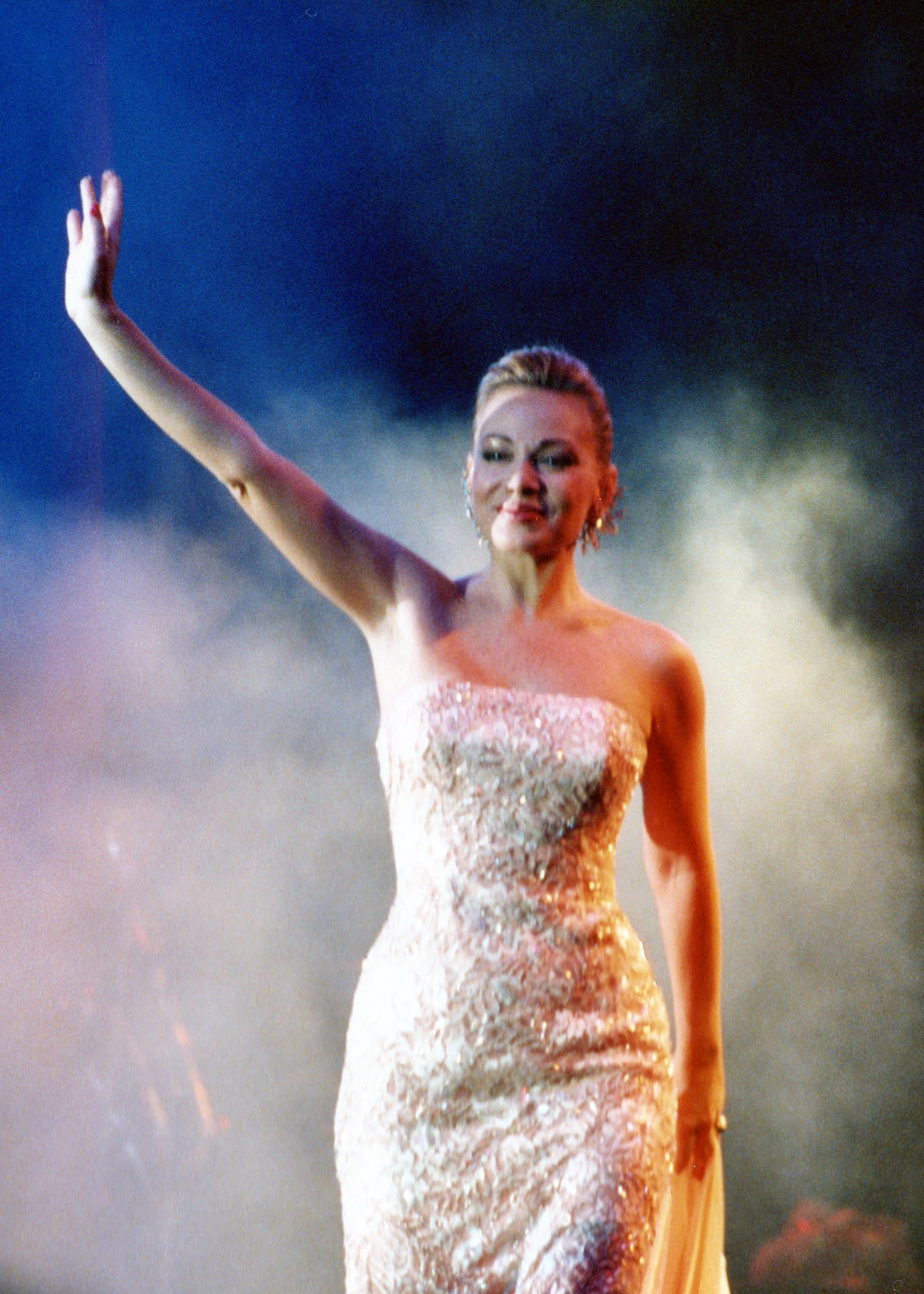
Paloma San Basilio

Paloma San Basilio (Madrid, 22 november 1950) is een Spaanse zangeres.
Voor ze aan haar muzikale carrière begon in 1975 studeerde ze filosofie en psychologie.
Ze is getrouwd met Ignacio Gómez en is een goede vriendin van de Spaanse tenor Plácido Domingo.
In 1985 deed ze mee aan het Eurovisiesongfestival in Göteborg met het lied La fiesta terminó, ze eindigde als 14de.
In 2014 neemt ze afscheid van de scène met een wereldtournee. Tijdens deze tournee neemt ze deel aan het internationaal songfestival van Viña del Mar in Chili, het meest prestigieuze songfestival van Latijns-Amerika.

## Discografie
- Sombras (1975)
- Dónde vas (1977)
- Beso a beso... Dulcemente (1978)
- En Directo (En vivo) (1978)
- Evita (Musical) (1980)
- Ahora (1981)
- Dama (1983)
- Paloma (1984)
- La Cenicienta del Palace (1985)
- Las Leandras (1985)
- El sobre verde (1985)
- En vivo (1985)
- La fiesta terminó (1985)
- Vuela Alto (1986)
- Grande (1987)
- La Sinfonía en Tres Tiempos de América (con Quilapayun) (1988)
- Vida (1988)
- Nadie como Tú (1990)
- Quiéreme siempre (1990)
- De Mil Amores (1991)
- Plácido Paloma, por fin juntos! (met Plácido Domingo) (1991)
- Paloma Mediterránea (1992)
- Al Este del Edén (1994)
- Como un Sueño (1995)
- Clásicamente Tuya
- El Hombre de La Mancha (1997)
- Perlas (1999)
- Escorpio (2001)
- My Fair Lady (2001)
- Eternamente: Grandes Éxitos de Grandes Musicales (2002)
- La música es mi vida (2003)
- Victor Victoria (2005)
- Diva (2006)
- Invierno Sur (2006)
- Encantados (2008)
- Amolap (2012)